# Нино Нинов
Нино Нинов е български почвовед и университетски преподавател, професор в Софийския университет.

## Биография
Роден е през 1925 г. в Девене, Врачанско. Завършва Врачанската класическа гимназия през 1944 г. Участва в заключителната фаза на Втората световна война. След това учи в Агрономическия факултет на Софийския университет. След завършване записва аспирантура по почвознание при акад. Иван Странски и чл. кор. проф. В. Койнов. Специализира в Нидерландия и сътрудничи с почвоведи от ИНРА – Франция, Докучаевския институт по почвознание в Русия, с почвени институти в Полша, Чехословакия, Румъния и Германската демократична република.

## Научна дейност
Работи в Института по почвознание „Никола Пушкаров“ в София. Обект на изследванията му са българските почви. Занимава се с класификацията, таксономията на почвения генезис, биологическия кръговрат и съвременните процеси. Утвърждава се като почвовед–генетик, систематик, такноном и експериментатор. Основоположник е на стационарните и лизиметричните почвени изследвания в България, както и на едромащабното почвено картиране и изследване на почвите в земеделските земи и под високопланинските пасища на Стара планина, Родопите, Рила и Пирин. Съставя почвени характеристики и почвени карти на над 9 000 000 декара площ в мащаб 1:25000 и 1:10000.
Извършва специализирани проучвания на почвите и прави експертизи в Сирия, Судан и Ирак във връзка с изграждането на напоителни системи по реките Кабур, Тигър и Нил. Оказва помощ при съставянето на програми за научни изследвания в земеделието и скотовъдството в Етиопия.
Чете лекции в Биологическия факултет на Софийския университет и участва в разработката на екологични проекти за териториално устройство, опазване на природната среда и управление на природата на Рила, природен парк „Странджа“ и резерват „Калиакра“. Сътрудничи на списание „Проблеми на географията“, вестниците „Български фермер“ и „Фермер-новият“ и за съставянето на „Географска енциклопедия на България“.

## Научни публикации
- Повърхностно преовлажнените почви в България
- Биологичен кръговрат на азота и пепелните елементи в някои почви на България
- Канелените почви
- Почвена карта на Народна република България М 1:400 000
- Почвено-географско райониране на България (1974, 1997, 2000)
- Почвено-климатично райониране на земеделските култури в България (1969)
- Почвена карта на Рила планина
- Състояние на селското стопанство в Бургаски окръг и перспективи за развитието му (1961, 1985)
- Програма за повишаване плодородието на 15 млн. дка слабо продуктивни земи в България
- Почвените ресурси на България и тяхното използване (1972)
- Карта на почвените типове и подтипове в България (2000)
- Горско почвознание (2004)
- Земеделието в Петричкия край през ХХІ век (2005, в съавторство)